# Аугасии
Аугасии (Аугалы или Авгазы)— одно из племен ираноязычных массагетов. По другой версии аугасии были собирательным названием скифских кочевых племён территории Средней Азии и Казахстана. Есть также мнение о согдийском происхождении аугалов и что они являлись предками раннесредневековых горных усрушанцев.

## История
Наряду с тохарами упоминались несколько племен и одно из них — это аугалы Птолемея, аттассии Страбона, аугасии Стефана Византийского. В описании Согдианы Птолемей довольно четко локализует район обитания этих племен ниже области расселения ятиев и тохаров. Таким образом, территорией аугасиев могла быть дельта Сыр-Дарьи — область, расположенная по течению Яксарта ниже, чем места расселения тохаров и ятиев. Видимо, к имени аугасиев, одного из племен массагетского союза, восходит первоначально более позднее этническое название огуз. Несомненно, что аугасии, так же как апасиаки и тохары, находились в тесных контактах с Хорезмом. На самих аугасиев в III—IV вв. н. э. оказала сильное влияние гуннская культура; это привело к образованию в низовьях Сыр-Дарьи одного из центров варварского государства хионитов-эфталитов и формированию новой культуры. Также в дальнейшем происходила тюркизация населения Приаралья.
О самих огузах Толстов С. П. писал: «Этнически огузы X в. — результат дальнейшего развития скрещения туземных приаральских племен массагетско-аланского происхождения с внедряющимися с востока элементами. Если эфталиты — продукт скрещения массагето-алан с гуннами, то в лице сырдарьинских огузов мы можем видеть этническое переоформление тех же эфталитов, смешавшихся с собственно тюркскими элементами, внедрившимися сюда из Семиречья в VI—.VIII вв».
Как отмечал Марат Дурдыев, Несомненно важную, но отнюдь не исключительную, как это представляется некоторым учёным, роль в тюркизации местиого ираноязычного населения Туркменистана сыграли огузы, представлявшие собой конгломерат различных племён и народностей, объединённых общим тюркским языком. Прямое отождествление туркмен с огузами являстся необоснованным. Во всяком случае, имеющиеся в настоящее время в распоряжении науки материалы не дают достаточных оснований для такого отождествления. Огузы являлись лишь одним из компонентов, который вошёл в состав туркменского народа, базу которого составили местные европеоидные по облику и индоевропейские по языку племена и народы, упоминавшиеся как массагеты, дахи, парфяне, маргианцы, эфталиты, аланы и асы и др.